# Министерство торговли и промышленности Филиппин
Министе́рство торго́вли и промы́шленности Фили́ппин (филипп. Kagawaran ng Kalakalan at Industriya, англ. Department of Trade and Industry, DTI) — исполнительный департамент правительства (министерство) Филиппин. Отвечает за торговлю, промышленность и инвестиции в качестве средства для создания рабочих мест и повышения доходов филиппинцев. Выступает в качестве катализатора активизации деятельности частного сектора в целях ускорения и обеспечения устойчивого экономического роста за счет комплексной промышленной стратегии роста, прогрессивно-социальной ответственной торговой либерализации и дерегулирования программ и политики расширения и диверсификации филиппинской торговли — как внутренней, так и зарубежной.

## Подчиненные агентства
- Совет по инвестициям
- Центр международной торговли
- Администрация интеллектуальной собственности
- Национальная корпорация развития
- Филиппинская национальная строительная корпорация
- Филиппинский Учебный центр торговли
- Центр развития продукта и дизайна Филиппин
- Совет по регулированию видеограмм